# Eckehard Dehmlow

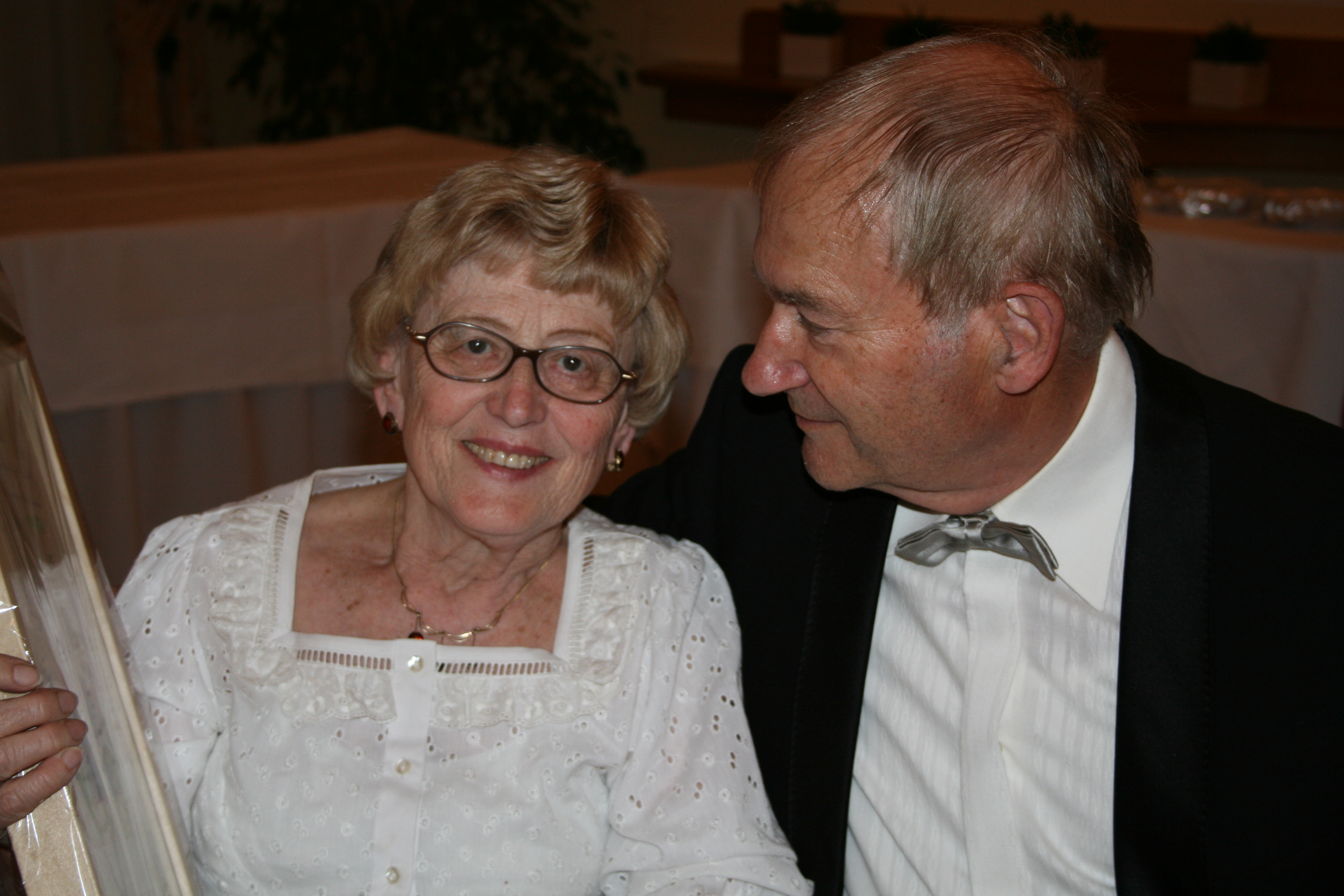
Eckehard V. Dehmlow und Sigrid S. Dehmlow (Mitautorin der Monographie „Phase Transfer Catalysis“)

Eckehard Volker Dehmlow (* 25. Mai 1933 in Berlin; † 15. Dezember 2022 in Bielefeld) war ein deutscher Chemiker und Professor. Sein Fachgebiet war die Organische Chemie.

## Leben
Eckehard Dehmlow wuchs in Blankenfelde (jetzt Krs. Teltow-Fläming) südlich der Berliner Stadtgrenze auf und besuchte bis 1949 das Gymnasium in Berlin-Lichtenrade. Er übersiedelte dann aus der DDR nach West-Berlin und machte 1951 das Abitur an der Humboldt-Schule in Berlin-Tegel. Er arbeitete einige Monate als Notstandskraft bei der Enttrümmerung Berlins mit. Dehmlow wurde mit einem – für die damalige Zeit – ungewöhnlichen Fulbright-Stipendium ausgezeichnet, das ihm ermöglichte, im akademischen Jahr 1951/52 das Earlham College in Richmond, Indiana (USA) zu besuchen, wo er sich den Grundlagen von Chemie und Physik widmete sowie Kurse in amerikanischer Literatur, Soziologie und Psychologie belegte. Von 1952 bis 1959 studierte Dehmlow Chemie an der Freien Universität Berlin. In den Semesterferien war er als Werkstudent in Produktion und Laboratorien diverser Industrieunternehmen (Bayer, AEG, Borsig und Duisburger Kupferhütte) tätig. Seine Diplomarbeit fertigte er in der Organische Chemie im Arbeitskreis von Willy Lautsch auf dem Gebiet der Peptid-Chemie an. 1961 wurde Dehmlow mit einer Dissertation über „Stereochemische Untersuchungen in der Chinolizidin- und Dekalinreihe“ an der Technischen Universität Berlin promoviert. Sein Mentor war Ferdinand Bohlmann. Bis 1962 war er Forschungsassistent bei Harry H. Wasserman an der Yale University, New Haven, CT (USA) und übernahm anschließend eine planmäßige Assistentur bei Ferdinand Bohlmann, wo er sich mit der Strukturaufklärung eines Heptaen-Makrolid-Antibiotikums beschäftigte. Die Habilitation erfolgte am 26. Juni 1968. Der Titel der Arbeit war: „Synthese, Eigenschaften und Bildungsmechanismen von Cyclopropen- und Cyclobuten-Derivaten.“ Dehmlow war danach Privatdozent und später Wissenschaftlicher Rat und Professor an der TU Berlin. Von 1979 bis zu seiner Emeritierung 1998 wirkte Dehmlow als Lehrstuhlinhaber an der Universität Bielefeld. Dehmlow war befreundet mit Wolfgang Sucrow (1931–1989), Professor für Organische Chemie an der Universität Paderborn, dessen Nachruf er verfasste.
Dehmlow war Gastprofessor an folgenden namhaften Universitäten und Forschungsinstituten:
- Massachusetts Institute of Technology, Cambridge, USA (1972)
- University of East Anglia, Norwich, England (1975)
- University of Oklahoma, Norman, USA (1978)
- Kyoto University in Japan (1986)
- Leningrad State University in Russland (1989)
- University of Venda, Südafrika (1992)
- National Chemical Laboratory (NCL), Poona, Indien (1993)

Eckehard Dehmlow war verheiratet mit der promovierten Chemikerin Sigrid S. Dehmlow geb. Möhl (1930–2024) und Vater zweier Töchter sowie eines Sohnes. Die Grabstätte der Eheleute befindet sich auf dem Friedhof Kirchdornberg in Bielefeld.

## Wirken
Seine wissenschaftlichen Arbeiten sind vorwiegend der organisch-chemischen Synthese zuzurechnen. Forschungsthemen waren besonders die Phasentransfer-Katalyse sowie Arbeiten zur Carben-, Keten- und Allen -Chemie, kleine und gespannte Ringe, Azulene, Pyridinalkaloide und ausgewählte chirale Bausteine sowie flüssigkristalline Verbindungen. Diese Forschungen führten zu über 230 Veröffentlichungen. Dabei stehen die Anwendungen der Phasen-Transferkatalyse mit über 70 Publikationen im Vordergrund. Diese Methode wird verbreitet sowohl im Laboratorium als auch bei wichtigen technischen Prozessen eingesetzt. In der Mehrzahl der Fälle werden chemische Umsetzungen in zweiphasigen Systemen (Wasser / organisches Lösemittel) ermöglicht bzw. beschleunigt. Typische Beispiele sind Alkylierungen in Gegenwart konzentrierter Natronlauge oder die Herstellung von Polyestern.

## Publikationen (Auswahl)
- Monographie Phase Transfer Catalysis[1]
- Die Synthese des tödlichen Pilzgiftes Orellanin[17] aus dem gelegentlich in Massen auftretenden Orangefuchsigen Hautkopf
- Strukturaufklärung einiger Naturstoffe[18][19]
- Stereochemische Untersuchungen zur Dimerisierung von Ketenen, zur Addition von Mono- und Dihalocarbenen[20] und zur Bildung von cyclischen Bisallenen
- Die Ansteuerung unterschiedlicher Reaktionskanäle durch verschieden strukturierte Phasentransfer-Katalysatoren[21]

Der Hirsch-Faktor von Eckehard Dehmlow liegt bei 23.